# Нова Каховка
Нова Каховка (укр. Нова Каховка) град је Украјини у Херсонској области. Према процени из 2012. године у граду је живело 48.038 становника.

## Становништво
Према процени, у граду је 2012. године живело 48.038 становника.
| 1979.  | 1989.  | 2001.  | 2012.  |
| ------ | ------ | ------ | ------ |
| 52.325 | 56.549 | 52.137 | 48.038 |

## Партнерски градови
- Сент Етјен ди Рувре